# Skolim
Skolim, właśc. Konrad Skolimowski (ur. 9 października 1996 w Łukowie) – polski piosenkarz i aktor telewizyjny, okazjonalnie także freak fighter.
Zyskał popularność po wydaniu singla „Wyglądasz idealnie”, którego teledysk uzyskał ponad 200 milionów wyświetleń w serwisie YouTube.

## Życiorys
Mieszkał w Hucie-Dąbrowej, gdzie uczęszczał do szkoły podstawowej. Studiował stosunki międzynarodowe, jednak przerwał naukę ze względu na rozwijającą się karierę. 
Jako aktor zadebiutował w 2015 epizodycznymi rolami w serialach telewizyjnych: Na Wspólnej, Wesołowska i mediatorzy oraz Na dobre i na złe. Zagrał większe role serialowe: Grześka Sobieraja w O mnie się nie martw (2015–2016) i Olega w Dziewczynach ze Lwowa (2015, 2017–2019), a od 2018 gra Patryka w serialu Barwy szczęścia.
Karierę muzyczną rozpoczął w 2018 od wydania piosenki „Kocham ciebie tak”, która nie spotkała się z dużą popularnością. Rozgłos przyniósł mu singiel „Wyglądasz idealnie” z 2022, który zdobył ponad 216 milionów wyświetleń w serwisie YouTube i certyfikat potrójnej diamentowej płyty.
9 lipca 2022 na gali Prime 2: Kosmos zadebiutował jako freak fighter w pojedynku z lewicowym aktywistą Jasiem Kapelą, którego pokonał poprzez techniczny nokaut w drugiej rundzie. 26 listopada tego samego roku na gali Prime 4: Królestwo pokonał Emiliana Bayera, muzyka występującego pod pseudonimem „Księciunio”, przez techniczny nokaut pod koniec pierwszej rundy.

## Życie prywatne
Jest w związku z Aleksandrą Sarnecką, z którą ma dwóch synów. Deklaruje się jako katolik.

## Dyskografia

### Albumy studyjne
| Rok  | Dane dot. albumu | Najwyższa pozycja na liście | Certyfikat              | Sprzedaż        |
| Rok  | Dane dot. albumu | POL                         | Certyfikat              | Sprzedaż        |
| ---- | --- | --------------------------- | ----------------------- | --------------- |
| 2024 | Król Latino - Wydany: 9 października 2024 - Wytwórnia: wydanie własne (dystrybutor: e-Muzyka) - Format: CD, digital download, streaming | 2                           | - POL: diamentowa płyta | - POL: 150 000+ |

### Single
| Rok | Tytuł                                         | Najwyższa pozycja na liście | Certyfikat                 | Sprzedaż        | Album       |
| Rok | Tytuł                                         | POL (streaming)             | Certyfikat                 | Sprzedaż        | Album       |
| --- | --------------------------------------------- | --------------------------- | -------------------------- | --------------- | ----------- |
| 2017 | „Porwanie”                                    | X                           |                            |                 | –           |
| 2018 | „Kocham ciebie tak”                           | X                           |                            |                 | –           |
| 2018 | „Ja na ciebie mam ochotę”                     | X                           |                            |                 | –           |
| 2018 | „Jazda”                                       | X                           |                            |                 | –           |
| 2019 | „Moja dama”                                   | X                           | - POL: platynowa płyta     | - POL: 50 000+  | –           |
| 2021 | „Cały płonę”                                  | X                           |                            |                 | –           |
| 2021 | „Pragnę wciąż więcej”                         | X                           |                            |                 | –           |
| 2021 | „Dawaj królowo”                               | X                           |                            |                 | –           |
| 2022 | „Wyglądasz idealnie”                          | X                           | - POL: 3× diamentowa płyta | - POL: 750 000+ | Król Latino |
| 2022 | „Kiss Me Baby”                                | X                           | - POL: 3× platynowa płyta  | - POL: 150 000+ | Król Latino |
| 2023 | „Nie dzwoń do mnie mała”                      | –                           | - POL: diamentowa płyta    | - POL: 250 000+ | Król Latino |
| 2023 | „Bam bam bam” (oraz Kumi)                     | –                           | - POL: złota płyta         | - POL: 25 000+  | –           |
| 2023 | „Temperatura”                                 | 77                          | - POL: diamentowa płyta    | - POL: 250 000+ | Król Latino |
| 2023 | „Twoja siostra”                               | –                           | - POL: złota płyta         | - POL: 25 000+  | –           |
| 2023 | „Karma”                                       | –                           | - POL: złota płyta         | - POL: 25 000+  | –           |
| 2023 | „Ona mi dała”                                 | –                           | - POL: 4× platynowa płyta  | - POL: 200 000+ | Król Latino |
| 2023 | „Palermo”                                     | –                           | - POL: 2× platynowa płyta  | - POL: 100 000+ | Król Latino |
| 2023 | „Co w Tobie jest”                             | –                           | - POL: 2× platynowa płyta  | - POL: 100 000+ | Król Latino |
| 2024 | „To jest to”                                  | –                           | - POL: platynowa płyta     | - POL: 50 000+  | Król Latino |
| 2024 | „Dziewczyno piękna” (oraz Cleo)               | 47                          | - POL: 3× platynowa płyta  | - POL: 150 000+ | Król Latino |
| 2024 | „Tylko z nią” (oraz Hellfield)                | –                           | - POL: platynowa płyta     | - POL: 50 000+  | Narcopolo   |
| 2024 | „Bebecita” (oraz Divix i Hellfield)           | 90                          |                            |                 | Narcopolo   |
| 2024 | „Wejdę wyjdę” (oraz Divix i Hellfield)        | 94                          | - POL: złota płyta         | - POL: 25 000+  | Król Latino |
| 2024 | „Posłuchaj mała”                              | –                           | - POL: złota płyta         | - POL: 25 000+  | Król Latino |
| 2024 | „Wszyscy w Gucci” (oraz Hellfield)            | –                           | - POL: platynowa płyta     | - POL: 50 000+  | Narcopolo   |
| 2024 | „Nie mów nie”                                 | –                           |                            |                 | Król Latino |
| 2024 | „96”                                          | –                           |                            |                 | –           |
| 2025 | „Adrenalina” (oraz Divix)                     | –                           |                            |                 | –           |
| 2025 | „Lepszy sen” (oraz Dance 2 Disco)             | –                           |                            |                 | –           |
| 2025 | „Zatańcz ze mną ostatni raz” (oraz Hellfield) | –                           |                            |                 | –           |
| 2025 | „Daj mi jedno słowo”                          | –                           |                            |                 | –           |
| 2025 | „Dawaj do tańca” (oraz Kotolga)               | 43                          |                            |                 | –           |
| 2025 | „Lato w Polsce” (oraz Tede, Jacek Stachursky) | –                           |                            |                 | –           |
| 2025 | „Koleżanka” (oraz Hellfield)                  | –                           |                            |                 | –           |
| „–” oznacza, że singel nie był notowany na danej liście. „X” oznacza, że lista nie istniała w danym okresie. |                                               |                             |                            |                 |             |